# Président de la république du Salvador
Le président de la république du Salvador (en espagnol : Presidente de la República de El Salvador) est le chef d'État et du gouvernement du Salvador. Par la Constitution, il est également le commandant en chef des forcées armées du pays.

## Système électoral
Le président de la République est élu en même temps que le vice-président au scrutin uninominal majoritaire à deux tours pour un mandat de cinq ans non renouvelable de manière consécutive. Si aucun candidat ne l'emporte au premier tour, un second est organisé le mois suivant entre les deux candidats arrivés en tête. Les candidats à la présidence et à la vice-présidence se présentent sur un ticket commun. Tous doivent obligatoirement être Salvadoriens de naissance, âgés d'au moins trente ans et être membres d'un parti politique.
La jurisprudence de la Cour suprême en septembre 2021 dispose cependant qu'un président sortant peut se présenter à une élection présidentielle s'il cède ses fonctions à quelques mois de la présidentielle, son mandat n'étant alors plus considéré comme consécutif.

### Historique
Les modalités de l'élection présidentielle ont grandement changé depuis les débuts de l'État salvadorien, que ce soit en qui concerne le mode d'élection, qui a longtemps été indirect par le parlement, la durée du mandat (deux, quatre, cinq ou six ans), ou encore la possibilité de renouvellement du mandat.

## Liste
Liste des présidents de la république du Salvador :
- 22 février 1841 - 1er février 1842  : Juan Lindo
- 1er février 1842  - 14 avril 1842 : José Escolástico Marín
- 14 avril 1842 - 1er février 1844  : Juan José Guzmán
- 1er février 1844  - 7 février 1844 : Fermín Palacios
- 7 février 1844 - 15 février 1845 : Francisco Malespín
- 15 février 1845 - 1er février 1846 : Joaquín Eufrasio Guzmán
- 1er février 1846  - 21 février 1846 : Fermín Palacios
- 21 février 1846 - 1er février 1848 : Eugenio Aguilar
- 1er février 1848  - 3 février 1848 : Tomás Medina
- 3 février 1848 - 7 février 1848 : José Félix Quirós
- 7 février 1848 - 1er février 1850  : Doroteo Vasconcelos
- 1er février 1850  - 4 février 1850 : Ramón Rodríguez
- 4 février 1850 - 1er mars 1851 : Doroteo Vasconcelos
- 1er mars 1851 - 3 mai 1851 : José Félix Quirós
- 13 mai 1851 - 30 janvier 1852 : Francisco Dueñas
- 30 janvier 1852 - 1er février 1852  : José María San Martín
- 1er février 1852  - 1er février 1854  : Francisco Dueñas
- 1er février 1854  - 15 février 1854 : Vicente Gómez
- 15 février 1854 - 1er février 1856  : José María San Martín
- 1er février 1856  - 12 février 1856 : Francisco Dueñas
- 12 février 1856 - 1er février 1858  : Rafael Campo
- 1er février 1858  - 7 février 1858 : Lorenzo Zepeda
- 7 février 1858 - 24 janvier 1859 : Miguel Santín del Castillo
- 24 janvier 1859 - 15 février 1859 : Joaquín Eufrasio Guzmán
- 15 février 1859 - 12 mars 1859 : José María Peralta
- 12 mars 1859 - 26 octobre 1863 : Gerardo Barrios
- 26 octobre 1863 - 15 avril 1871 : Francisco Dueñas
- 15 avril 1871 - 1er février 1876  : Santiago González Portillo
- 1er février 1876  - 1er mai 1876 : Andrés del Valle
- 1er mai 1876 - 21 juin 1885 : Rafael Zaldívar
- 21 juin 1885 - 22 juin 1890 : Francisco Menéndez
- 22 juin 1890 - 9 juin 1894 : Carlos Ezeta
- 9 juin 1894 - 13 novembre 1898 : Rafael Antonio Gutiérrez
- 13 novembre 1898 - 1er mars 1903 : Tomás Regalado
- 1er mars 1903 - 1er mars 1907 : Pedro José Escalón
- 1er mars 1907 - 1er mars 1911 : Fernando Figueroa
- 1er mars 1911 - 8 février 1913 : Manuel Enrique Araujo
- 8 février 1913 - 29 août 1914 : Carlos Meléndez
- 29 août 1914 - 1er mars 1915 : Alfonso Quiñónez Molina
- 1er mars 1915 - 21 décembre 1918 : Carlos Meléndez
- 21 décembre 1918 - 1er mars 1919 : Alfonso Quiñónez Molina
- 1er mars 1919 - 1er mars 1923 : Jorge Meléndez Ramírez
- 1er mars 1923 - 1er mars 1927 : Alfonso Quiñónez Molina
- 1er mars 1927 - 1er mars 1931 : Pío Romero Bosque
- 1er mars 1931 - 2 décembre 1931 : Arturo Araujo

### Dictatures militaires
- 2 décembre 1931 - 4 décembre 1931 : Directoire Civique
- 4 décembre 1931 - 28 août 1934 : Maximiliano Hernández Martínez
- 28 août 1934 - 1er mars 1935 : Andrés Ignacio Menéndez
- 1er mars 1935 - 9 mai 1944 : Maximiliano Hernández Martínez
- 9 mai 1944 - 20 octobre 1944 : Andrés Ignacio Menéndez
- 21 octobre 1944 - 1er mars 1945 : Osmín Aguirre y Salinas
- 1er mars 1945 - 14 décembre 1948 : Salvador Castaneda Castro
- 15 décembre 1948 - 14 septembre 1950 : gouvernement du conseil révolutionnaire
- 14 septembre 1950 - 14 septembre 1956 : Óscar Osorio
- 14 septembre 1956 - 26 octobre 1960 : José María Lemus
- 26 octobre 1960 - 25 janvier 1961 : junte
- 25 janvier 1961 - 25 janvier 1962 : directoire civilo-militaire
- 25 janvier 1962 - 1er juillet 1962 : Eusebio Rodolfo Cordón Cea
- 1er juillet 1962 - 1er juillet 1967 : Julio Adalberto Rivera
- 1er juillet 1967 - 1er juillet 1972 : Fidel Sánchez Hernández
- 1er juillet 1972 - 1er juillet 1977 :  Arturo Armando Molina
- 1er juillet 1977 - 15 octobre 1979 : Carlos Humberto Romero

### Transition
- 15 octobre 1979 - 13 décembre 1980 : Adolfo Majano-Ramos et Jaime Gutierrez (junte révolutionnaire de gouvernement)
- 13 décembre 1980 - 1er mai 1982 : José Napoleón Duarte (junte révolutionnaire de gouvernement)

### Retour à la démocratie
- 1er mai 1982 - 1er juin 1984 : Álvaro Magaña
- 1er juin 1984 - 1er juin 1989 : José Napoleón Duarte
- 1er juin 1989 - 1er juin 1994 : Alfredo Cristiani
- 1er juin 1994 - 1er juin 1999 : Armando Calderón Sol
- 1er juin 1999 - 1er juin 2004 : Francisco Flores
- 1er juin 2004 - 1er juin 2009 : Antonio Saca
- 1er juin 2009 - 1er juin 2014 : Mauricio Funes
- 1er juin 2014 - 1er juin 2019 : Salvador Sánchez Cerén
- 1er juin 2019 - 31 mai 2024 : Nayib Bukele (1er mandat)
  - 1er décembre 2023 - 31 mai 2024 : Claudia Rodríguez de Guevara (intérim)
- 1er juin 2024 - présent : Nayib Bukele (2e mandat)